# Normograma
El normograma es una herramienta que permite a las entidades públicas y privadas delimitar las normas que regulan sus actuaciones en desarrollo con su objeto misional. El normograma contiene las normas externas como leyes, decretos, acuerdos, circulares, resoluciones que afectan la gestión de la entidad y las normas internas como reglamentos, estatutos, manuales y, en general, todos los actos administrativos de interés para la entidad que permiten identificar las competencias, responsabilidades y funciones de las dependencias de la organización.
- Datos: Q6045074